# Astronesthes lamellosus
Astronesthes lamellosus är en fiskart som beskrevs av Goodyear och Gibbs, 1970. Astronesthes lamellosus ingår i släktet Astronesthes och familjen Stomiidae. Inga underarter finns listade.